# Rhodoecia
Rhodoecia là một chi bướm đêm thuộc họ Noctuidae.

## Loài
- Rhodoecia aurantiago (Guenée, 1852)